# Солянка сорная
Солянка сорная, или кура́й, или солянка русская (лат. Salsola tragus) — вид сорных растений из рода Солянка, относящиеся к перекати-поле. Распространен наиболее широко на юге России. Известна также под названиями Salsola kali и Salsola iberica.
В России не наносит особого вреда; в Северной Америке как интродуцент широко распространился и наносит вред сельскому хозяйству.
Данный вид Salsola kali выведен в отдельный род Kali.

## Ботаническое описание
Образует однолетние, сильно ветвистые колючие шаровидные кусты, которые осенью отрываются от земли и катятся по ветру.
Стебель созревшего растения высотой 15—90 см твёрдый, деревянистый, с красными или пурпурными полосами. Первые листья длинные и мягкие, более поздние — не длиннее 2,5 см, жёсткие и заострённые. Цветки мелкие, сидячие и пазушные. Под каждым цветком — пара колючих прицветных листьев. На одном растении образуются до 20—30 тысяч семян.

## Распространение
Распространён в России в большом количестве как сорное растение в аридных районах на бросовых и возделываемых землях, реже — орошаемых, а также на пастбищах, подвергшихся неумеренному выпасу скота. Растёт по берегам морей и на солонцах.

## Значение и применение
По наблюдениям на пастбищах Казахстана с весны до фазы бутонизации хорошо и удовлетворительно поедается верблюдами, другими сельскохозяйственными животными ниже удовлетворительного. Сено заготовленное до наступления цветения поедается домашними животными удовлетворительно, а верблюдами хорошо. Пригодно для силосования и поедается нацело.
| Фаза вегетации  | Овцами | КРС  | Лошадьми |
| --------------- | ------ | ---- | -------- |
| Вегетативная    | 28,9   | 23,0 | 11,3     |
| Полное цветение | 27,0   | 19,6 | 5,4      |
| Плодоношение    | 17,0   | 11,0 | —        |

Вытяжка растения даёт жёлтую и зелёную краску для шерсти. Зола растения содержит около 10 % поташа и до 34 % соды и применяется населением для варки мыла.
Используется в качестве топлива. Молодые побеги и муку из семян можно употреблять в пищу.